# よる★ドラ
『よる★ドラ』は、NHK総合テレビジョンで2011年10月から2013年3月まで火曜23時台に放送された連続ドラマシリーズ枠。

## 概要
NHK総合では毎週火曜日22時から22時45分（作品によっては22時50分）まで、『ドラマ10』という連続ドラマのシリーズを設けていたが、これに引き続き（ミニ番組・）ローカルニュースを挟んで、ドラマゾーンを形成した。このように連続したドラマ編成は1992年の『金曜ドラマ』（時代劇とホームドラマをコンプレックス形式でつづったもの）以来である。
解説放送（ステレオ2）・字幕放送あり。
ドラマ10が半クール程度（4-8回　年1-2作品程度1クール=10回程度もある）のものであるのに対し、当枠は1クール、かつコメディー系が多い。「ドラマ10」と同じように20-40代女性をターゲットに、最近のトレンドを繁栄させた情報番組的要素を入れたものも作品に含まれていた。
2012年4月から『タイムスクープハンター』が当枠の放送時間帯に放送されることになったが、この時点では枠の存廃については公表されていなかった。ただし、日曜日深夜の再放送がアンコール枠として放送されていた。
その後、2012年9月より新作が放送されることとなり、枠の再開が明らかになった。
2013年4月から『応援ドキュメント 明日はどっちだ』が当枠の放送時間帯に放送されていたが、これに伴う枠の存廃について明らかにされていなかった。しかし、それ以後1年以上再開されていないことや、一部のドラマ枠が復活していることなどから、事実上廃枠になったものと考えられる。但し、復活したドラマ枠(木曜時代劇と土曜ドラマ)のコンセプトは本枠のドラマの内容と大幅に異なっており、内容的にはNHK BSプレミアムにて2012年10月から放送を開始した「プレミアムよるドラマ」にシフトされているといえる。
2018年春の改編で、土曜日23時30分〜59分の枠でよるドラが新設され、事実上の放送枠5年ぶりに復活となった。

## 放送時間
※ここでの時間表記は、日本時間とする。
総合テレビ（地上波）
- 2011年度（10月 - 3月）　毎週火曜22:55-23:24、再放送：日曜深夜<月曜未明>24:10-24:39

近畿地方は再放送については24:55-25:24に遅れネット（当該枠は西方笑土、または上方落語の会放映の為）
- 2012年度（4-6月　アンコール）　毎週日曜深夜<月曜未明>24:10-24:39
- 2012年度（9月 - 3月）　毎週火曜22:55-23:24　再放送：毎週日曜深夜<月曜未明>24:40-25:09

## 作品
特記無し=NHK自主制作 ◎=関連団体・NHKエンタープライズ製作

### 2011年
- ビターシュガー（10月18日 - 12月20日、全10回、原作：大島真寿美、主演：りょう）[1]◎

2012年4月22日深夜より6月24日深夜の日曜再放送の時間帯でアンコール放送。

### 2012年
- 本日は大安なり（1月10日 - 3月13日、全10回、原作：辻村深月、主演：優香） [2][3]- 制作：テレパック
- 眠れる森の熟女（9月4日 - 10月30日、全9回、主演：草刈民代）[4][5]
- 恋するハエ女（11月6日 - 12月18日、全6回、主演：ミムラ） - 制作：NHK名古屋放送局[6][7][注 2]

### 2013年
- 書店員ミチルの身の上話（1月8日 - 3月12日、全10回、原作：佐藤正午、主演：戸田恵梨香）[8] - 制作：テレビマンユニオン